# Spigelia tetraptera
Spigelia tetraptera är en tvåhjärtbladig växtart som beskrevs av Paul Hermann Wilhelm Taubert och Lyman Bradford Smith. Spigelia tetraptera ingår i släktet Spigelia och familjen Loganiaceae. Inga underarter finns listade i Catalogue of Life.